# Задача Джонсона з одним верстатом
Задача Джонсона з одним верстатом — задача складання оптимального розкладу обробки {\displaystyle n} деталей на єдиному верстаті, якщо {\displaystyle i}-а деталь обробляється на ньому за час {\displaystyle t_{i}}, а за {\displaystyle t} секунд очікування до обробки цієї деталі сплачується штраф {\displaystyle f_{i}(t)}.
Таким чином, завдання полягає в пошуку такого переупорядковування деталей, що наступна величина (розмір штрафу) мінімальна. Якщо ми позначимо через {\displaystyle \pi } перестановку деталей ({\displaystyle \pi _{1}} — номер першої оброблюваної деталі, {\displaystyle \pi _{2}} — другий, і т. д.), то розмір штрафу {\displaystyle f(\pi )} дорівнює:
```

  

    

      

        
F

        
(

        
π

        
)

        
=

        

          
f

          

            

              
π

              

                
1

              

            

          

        

        
(

        
0

        
)

        
+

        

          
f

          

            

              
π

              

                
2

              

            

          

        

        
(

        

          
t

          

            

              
π

              

                
1

              

            

          

        

        
)

        
+

        

          
f

          

            

              
π

              

                
3

              

            

          

        

        
(

        

          
t

          

            

              
π

              

                
1

              

            

          

        

        
+

        

          
t

          

            

              
π

              

                
2

              

            

          

        

        
)

        
+

        
…

        
+

        

          
f

          

            

              
π

              

                
n

              

            

          

        

        

          
(

          

            

              
∑

              

                
i

                
=

                
1

              

              

                
n

                
−

                
1

              

            

            

              
t

              

                

                  
π

                  

                    
i

                  

                

              

            

          

          
)

        

        
⋅

      

    

    
{\displaystyle F(\pi )=f_{\pi _{1}}(0)+f_{\pi _{2}}(t_{\pi _{1}})+f_{\pi _{3}}(t_{\pi _{1}}+t_{\pi _{2}})+\ldots +f_{\pi _{n}}\left(\sum _{i=1}^{n-1}t_{\pi _{i}}\right)\cdot }

  

```

Іноді це завдання називається завданням однопроцесорного обслуговування безлічі заявок.

## Рішення завдання в деяких окремих випадках

### Перший приватний випадок: лінійні функції штрафу
Навчимося вирішувати цю задачу в разі, коли всі {\displaystyle f_{i}(t)} лінійні, тобто мають вигляд:
```

  

    

      

        

          
f

          

            
i

          

        

        
(

        
t

        
)

        
=

        

          
c

          

            
i

          

        

        
⋅

        
t

      

    

    
{\displaystyle f_{i}(t)=c_{i}\cdot t}

  

, 
```

де {\displaystyle c_{i}} — невід'ємні числа. Зауважимо, що в цих лінійних функціях вільний член дорівнює нулю, тому що в іншому випадку до відповіді відразу можна додати цей вільний член, і вирішувати задачу з нульовим вільним членом.
Зафіксуємо деяку розклад — перестановку {\displaystyle \pi }. Зафіксуємо якийсь номер {\displaystyle i=1\ldots n-1}, і нехай перестановка {\displaystyle \pi ^{\prime }} дорівнює перестановці {\displaystyle \pi },в якій обміняли {\displaystyle i}-ий і {\displaystyle i+1}-ий елементи. Подивимося на скільки при цьому змінився штраф:
```

  

    

      

        
F

        
(

        

          
π

          

            
′

          

        

        
)

        
−

        
F

        
(

        
π

        
)

        
=

      

    

    
{\displaystyle F(\pi ^{\prime })-F(\pi )=}

  

```

легко зрозуміти, що зміни відбулися тільки з {\displaystyle i}-им і {\displaystyle i+1}-им складовими:
{\displaystyle =c_{\pi _{i}^{\prime }}\sum _{k=1}^{i-1}t_{\pi _{k}^{\prime }}+c_{\pi _{i+1}^{\prime }}\sum _{k=1}^{i}t_{\pi _{k}}-c_{\pi _{i}}\sum _{k=1}^{i-1}t_{\pi _{k}}-c_{\pi _{i+1}}\sum _{k=1}^{i}t_{\pi _{k}}=}
{\displaystyle =c_{\pi _{i+1}}\sum _{k=1}^{i-1}t_{\pi _{k}^{\prime }}+c_{\pi _{i}}\sum _{k=1}^{i}t_{\pi _{k}}-c_{\pi _{i}}\sum _{k=1}^{i-1}t_{\pi _{k}}-c_{\pi _{i+1}}\sum _{k=1}^{i}t_{\pi _{k}}=}
{\displaystyle =c_{\pi _{i}}t_{\pi _{i+1}}-c_{\pi _{i+1}}}
Зрозуміло, що якщо розклад {\displaystyle \pi } є оптимальним, то будь-яке його зміна приводить до збільшення штрафу (або збереження колишнього значення), тому для оптимального плану можна записати умову:
{\displaystyle \forall \ i=1\ldots n-1:c_{\pi _{i}}t_{\pi _{i+1}}-c_{\pi _{i+1}}t_{\pi _{i}}\geq \ 0.}
Перетворюючи, отримуємо:
```

  

    

      

        
∀

        
 

        
i

        
=

        
1

        
…

        
n

        
−

        
1

        
:

        

          

            

              
c

              

                

                  
π

                  

                    
i

                  

                

              

            

            

              
t

              

                

                  
π

                  

                    
i

                  

                

              

            

          

        

        
≥

        
 

        

          

            

              
c

              

                

                  
π

                  

                    
i

                    
+

                    
1

                  

                

              

            

            

              
t

              

                

                  
π

                  

                    
i

                    
+

                    
1

                  

                

              

            

          

        

        
.

      

    

    
{\displaystyle \forall \ i=1\ldots n-1:{\frac {c_{\pi _{i}}}{t_{\pi _{i}}}}\geq \ {\frac {c_{\pi _{i+1}}}{t_{\pi _{i+1}}}}.}

  

```

Таким чином, оптимальний розклад можна отримати, якщо відсортувати всі деталі по відношенню {\displaystyle c_{i}} до {\displaystyle t_{i}} в зворотному порядку.
Слід зазначити, що ми отримали цей алгоритм так званим перестановки прийомом: ми спробували обміняти місцями два сусідніх елемента розкладу, вирахували, наскільки при цьому змінився штраф, і звідси вивели алгоритм пошуку оптимального розкладу.

### Другий окремий випадок: експоненціальні функції штрафу
Нехай тепер функції штрафу мають вигляд:
```

  

    

      

        

          
f

          

            
i

          

        

        
(

        
t

        
)

        
=

        

          
c

          

            
i

          

        

        
⋅

        

          
e

          

            
α

            
⋅

            
t

          

        

      

    

    
{\displaystyle f_{i}(t)=c_{i}\cdot e^{\alpha \cdot t}}

  

, 
```

де всі числа {\displaystyle c_{i}} невід'ємні, константа {\displaystyle \alpha } позитивна.
Тоді, застосовуючи аналогічним чином тут перестановочний прийом, легко отримати, що деталі треба сортувати в порядку убування величин:
{\displaystyle v_{i}={\frac {1-e^{\alpha \cdot t_{i}}}{c_{i}}}.}

### Третій окремий випадок: однакові монотонні функції штрафу
У цьому випадку вважається, що всі {\displaystyle f_{i}(t)} збігаються з деякою функцією {\displaystyle \phi (t)}, яка є зростаючою.
Зрозуміло, що в цьому випадку оптимально розташовувати деталі в порядку збільшення часу обробки {\displaystyle t_{i}}.

## Теорема Лівшиця-Кладова
Теорема Лівшиця-Кладова встановлює, що перестановочний прийом застосовується лише для вищеописаних трьох окремих випадків, і тільки них, тобто: Лінейний випадок: {\displaystyle f_{i}(t)=c_{i}\cdot t+d_{i}}, де {\displaystyle c_{i}} — невід'ємні константи, Експоненційний випадок: {\displaystyle f_{i}(t)=c_{i}\cdot e^{\alpha \cdot t}+d_{i}}, де {\displaystyle c_{i}} і {\displaystyle \alpha } — позитивні константи, Тотожний випадок: {\displaystyle f_{i}(t)=\phi (t)}, де {\displaystyle \phi } — зростаюча функція.
Ця теорема доведена в припущенні, що функції штрафу є досить гладкими (існують треті похідні).
У всіх трьох випадках застосуємо перестановочний прийом, завдяки якому шукане оптимальний розклад може бути знайдено простий сортуванням, отже, за час {\displaystyle O(n\ logn)}.